# 御手洗駅
御手洗駅（みたらいえき）は、かつて福岡県糟屋郡志免町にあった日本国有鉄道（国鉄）勝田線の駅（廃駅）である。勝田線の廃線により、1985年（昭和60年）4月1日に廃駅となった。

## 歴史
- 1941年（昭和16年）4月：筑前参宮鉄道の駅として開設[1]。一般駅[1]。地元の多々良製作所が筑前参宮鉄道に寄付したものである。
- 1942年（昭和17年）
  - 9月19日：5社合併（九州電気軌道による他4社の吸収合併）により九州電気軌道宇美線の駅となる。
  - 9月21日：九州電気軌道が西日本鉄道に改称。
- 1944年（昭和19年）5月1日：戦時買収により国有化[1]。運輸通信省（後の日本国有鉄道）勝田線の駅となる。
- 1961年（昭和36年）12月21日：貨物取り扱い廃止[1]。
- 1963年（昭和38年）2月26日：荷物取り扱い廃止[1][2]。無人駅となる[3]。
- 1985年（昭和60年）4月1日：勝田線の廃止に伴い営業廃止[1]。

## 駅構造
廃止直前では、住宅地の中に単式ホームと簡易な待合所があるのみで、駅の裏は空き地となっていた。現在は志免駅跡まで続く「志免鉄道公園」となっており、勝田線があったことを伝えている。

## 隣の駅
日本国有鉄道
勝田線
吉塚駅 - 御手洗駅 - 上亀山駅